# Ambotingis
Ambotingis is een geslacht van wantsen uit de familie van de Tingidae (Netwantsen). Het geslacht werd voor het eerst wetenschappelijk beschreven door Drake & Ruhoff in 1960.

## Soorten
Het genus bevat de volgende soorten:

- Ambotingis ainslei (Drake & Poor) Drake & Poor
- Ambotingis senta (Drake & Hambleton, 1942)